# Bolide Design
Bolide Design è una celebre mostra di autovetture tenutasi al museo del Louvre nel 1970.

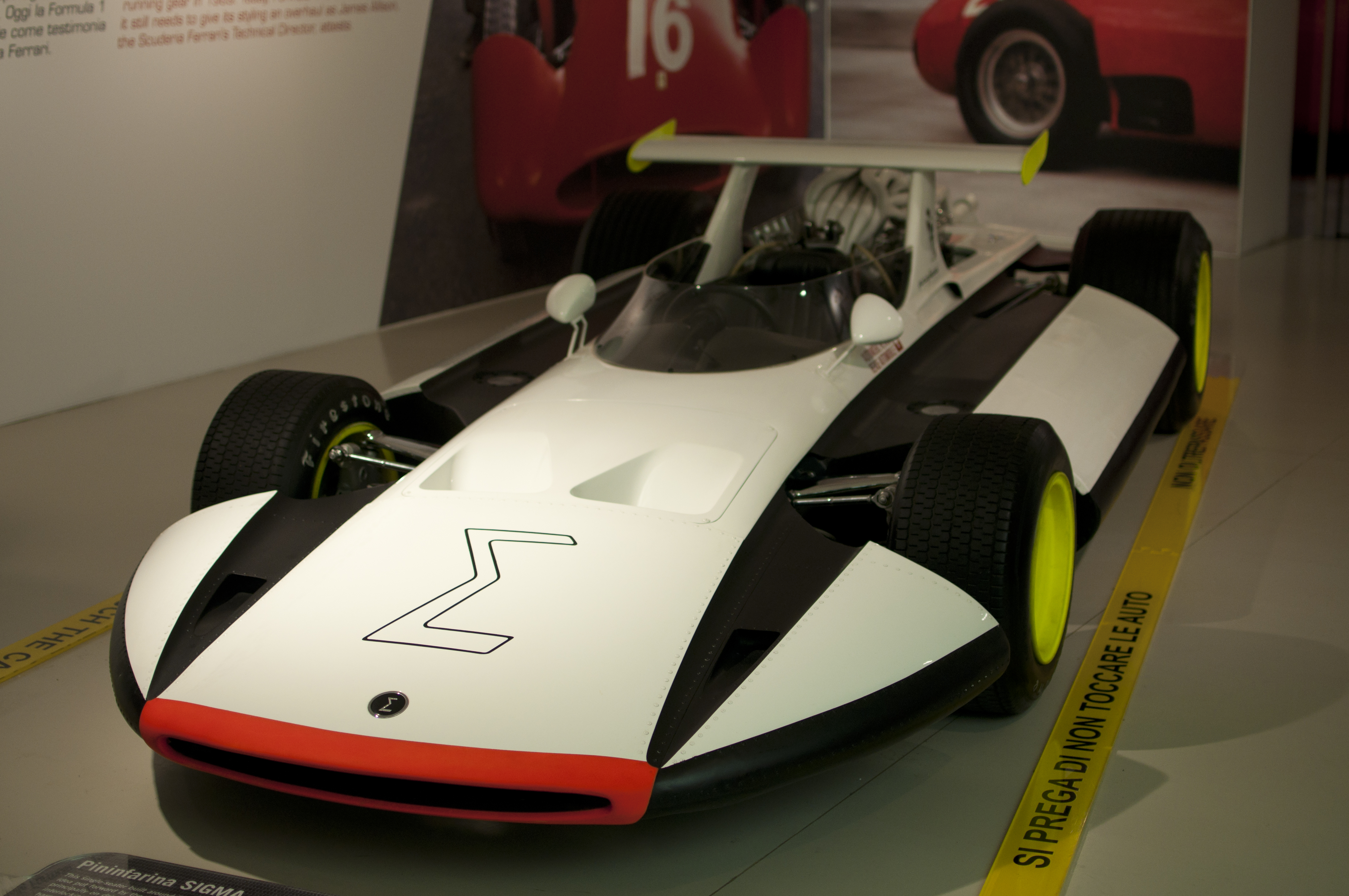
La Sigma Grand Prix di Pininfarina

Allo scopo di celebrare il design automobilistico come forma di scultura contemporanea, il Musée des Arts Décoratifs - Palais du Louvre dedicò alcune sale per l'allestimento di una mostra che rimase aperta al pubblico nei mesi di febbraio, marzo e aprile del 1970. Fu preceduta da un grande battage della stampa mondiale e annunciata ufficialmente da un manifesto artistico, affidato alla grafica di Piero Fornasetti.
(Roland Barthes)
Come intuibile dal titolo "Bolide Design", il tema della mostra riguardava le carrozzerie di autovetture da competizione o di altissime prestazioni ove "l’art et la technique, chacun à leur niveau, sont l’expression de l’homme et de ses rapports avec la création " (l'arte e la tecnica, ciascuna al proprio livello, sono l'espressione dell'uomo e del suo rapporto con la creatività). La cernita venne effettuata da un gruppo di giurati formato da François Mathey, Roger Tallon, Pio Manzù, Jean-Paul Riopelle, Jean Tinguely, Victor Vasarely e Robert Delpire, che furono incaricati, all'inizio del 1969, di individuare i modelli da includere nella mostra.
Nella selezione formata da più di 50 automobili automobili esposte nella lunghissima galleria del padiglione Marsan, allestito a replicare il tratto d'anello di una pista parabolica ad alta velocità, erano presenti vetture da competizione celebri come la Ferrari 553 F1 di Ascari, la Mercedes-Benz W154 di Fangio, la Lotus 25 di Clark o il Gilera Tarf Bisiluro di Taruffi, la Grac Veglia F3, la Ferrari 330 P, la Ford GT40 o la Lotus 49, oltre a prototipi di alta tecnologia come la Maserati Monster di Frank Costin, l'Alfa Romeo 33 Coupé Speciale, la Ferrari 512 S e l'Alfa Romeo Iguana  e maquette come la Sigma Grand Prix, proposta di auto da F1 ad alto livello di sicurezza, realizzato dalla Pininfarina.
Nel 2011 il Musée des Arts Décoratifs replicò e celebrò la Bolide Design, riportando le autovetture da competizione al Louvre con la mostra L’Art de l’automobile, in cui venne esposta la collezione Ralph Lauren.